# Rio Salinas (Guatemala)
Rio Salinas é um rio centro-americano da Guatemala.